# Drepanosticta sinhalensis
Drepanosticta sinhalensis är en trollsländeart som beskrevs av Maurits Anne Lieftinck 1970. Drepanosticta sinhalensis ingår i släktet Drepanosticta och familjen Platystictidae. Inga underarter finns listade i Catalogue of Life.